# Daniel-Henri Pageaux
Pour les articles homonymes, voir Pageaux.
Daniel-Henri Pageaux, né le 16 juillet 1939, est un universitaire français, spécialiste de littérature comparée, notamment latino-américaine et caraïbe.
Il réside à Rennes et a enseigné à la Sorbonne à Paris.